# Deutscher Schauspielpreis 2021
Die Verleihung des Deutschen Schauspielpreises 2021 fand am 3. September im Spindler & Klatt in Berlin statt, moderiert von Nadine Heidenreich und Jochen Schropp. Die Nominierungs-Jury bestand aus Sarah Alles, Therese Hämer, Katharina Nesytowa, Murali Perumal, Sebastian Stielke, Gregory B. Waldis und Gustav Peter Wöhler. Die Nominierungen wurden am 9. Juni 2021 bekanntgegeben. Der bisherige „Theaterpreis“ wird ab 2021 zu Ehren der Schauspielerin Therese Giehse als Therese-Giehse-Preis vergeben.

## Nominierte und Preisträger

### Schauspielerin in einer Hauptrolle
Maria Hofstätter für Fuchs im Bau
Petra Schmidt-Schaller für Die Toten von Marnow
Luise Heyer für Polizeiruf 110: Sabine

### Schauspieler in einer Hauptrolle
Eugene Boateng für Borga
Matthias Brandt für Das Geheimnis des Totenwaldes
Jens Harzer für Ruhe! Hier stirbt Lothar

### Schauspielerin in einer Nebenrolle
Laura Tonke für Polizeiruf 110: Der Verurteilte
Lena Stolze für Tatort: Borowski und der Schatten des Mondes
Barbara Krzoska für Windstill

### Schauspieler in einer Nebenrolle
Tristan Seith für Die Getriebenen
Mirco Kreibich für Das Geheimnis des Totenwaldes
Bernd Hölscher für Wir Kinder vom Bahnhof Zoo

### Schauspielerin in einer komödiantischen Rolle
Katrin Wichmann für Sörensen hat Angst
Claudia Rieschel für Merz gegen Merz (Staffel 2)
Gaby Dohm für Tanze Tango mit mir

### Schauspieler in einer komödiantischen Rolle
Serkan Kaya für KBV – Keine besonderen Vorkommnisse
Michael A. Grimm für Tanze Tango mit mir
Guido Renner für Merz gegen Merz (Staffel 2)

### Nachwuchs
Hannah Schiller für Tatort: Parasomnia
Mohammad Eliraqui für Ein nasser Hund
Tonio Schneider für Und morgen die ganze Welt
Lea Drinda für Wir Kinder vom Bahnhof Zoo

### Starker Auftritt
Walfriede Schmitt für Für immer Sommer 90
Anica Dobra für Fuchs im Bau
Max Thommes für Kommissarin Heller: Panik
Božidar Kocevski für Für immer Sommer 90

### Therese-Giehse-Preis
für den Schauspieler und Autor Klaus Pohl für sein Hörbuch „Sein oder Nichtsein“

### Ensemble
für Druck (5. und 6. Staffel), Casting Angelika Buschina, Raquel Kishori Dukpa, Melek Yaprak

### Synchronpreis „Die Stimme“
für Nicola Devico Mamone

### Ehrenpreis „Lebenswerk“
für Cornelia Froboess

### Ehrenpreis „Inspiration“
für die Initiative #ActOut